# Светлолобые синицы
Светлолобые синицы (лат. Sittiparus) — род птиц из семейства синицевых. Представителей рода ранее относили к роду Parus, но были перенесены в род Sittiparus, когда Parus был разделен на несколько возрожденных родов после публикации подробного молекулярно-филогенетического анализа в 2013 году.

## Виды
В состав рода включают пять видов:
| Изображение | Научное название           | Русское название | Распространение |
| ----------- | -------------------------- | ---------------- | --- |
|             | Sittiparus varius          | Тиссовая синица  | восточная Азия: Япония, Корея и локально в северо-восточном Китае (южный Ляонин) и на крайнем юго-востоке России (Южные Курильские острова) |
|             | Sittiparus owstoni         |                  | южные острова Идзу |
|             | Sittiparus olivaceus       |                  | юго-запад Японии и восток Тайваня |
|             | Sittiparus castaneoventris |                  | Тайвань |
|             | Sittiparus semilarvatus    | Белолобая синица | Филиппины |

Sittiparus owstoni и Sittiparus olivaceus были выделены из вида S. varius.